# Nậm Cơ
Nậm Cơ là một con sông đổ ra Sông Đà. Sông có chiều dài 27 km và diện tích lưu vực là 111 km². Nậm Cơ chảy qua các tỉnh Sơn La, Điện Biên .
Phần lớn dòng Nậm Cơ hiện ngập nước trong lòng hồ của Thủy điện Sơn La trên sông Đà.

## Chỉ dẫn
1. ↑  Trong tiếng Thái-Tày "Nậm" có nghĩa là nước, sông, suối.

- Theo Bản đồ địa hình thì Nậm Cơ là phụ lưu bên bờ phải sông Đà, chảy ở xã Mường Chiên huyện Quỳnh Nhai tỉnh Sơn La, không phải sông liên tỉnh [2]. Nậm Cơ rất nhỏ, dài cỡ 3 km, nên không có tên trong "Danh mục địa danh... Sơn La" [5] cũng như trong "Danh mục địa danh... Điện Biên" [4].